# Удельная теплота парообразования и конденсации
Уде́льная теплота́ парообразова́ния и конденса́ции — физическая величина, показывающая, какое количество теплоты необходимо, чтобы обратить количество жидкости с единичной массой в пар, при данной температуре жидкости и без её изменения (температуры) в процессе испарения. Равна удельной теплоте конденсации единичной массы пара в жидкость.

## Расчёт
Удельная теплота парообразования и конденсации обозначается буквой {\displaystyle L}. Рассчитывается по формуле
{\displaystyle L={\,Q \over m},}
где Q — теплота, затраченная на превращение жидкости в пар или пара в жидкость, m — масса.
Наименьшее значение удельной теплоты парообразования будет при температуре кипения жидкости.
Размерность удельной теплоты парообразования в СИ — Дж/кг. Устаревшие, но иногда применяемые единицы для теплоты парообразования — ккал/кг и кал/кг.
В химии теплота парообразования обычно приводится к молю вещества. Эта величина называется молярной теплотой испарения (конденсации); единица её измерения — Дж/моль. Также используются устаревшие единицы: ккал/моль, кал/моль.

## Значения для некоторых веществ
Удельная теплота парообразования некоторых веществ при нормальном атмосферном давлении (760 мм. рт. ст. = 101,325 кПа) и температуре, равной температуре кипения вещества:
| Вещество        | Температура кипения, °C | Удельная теплота парообразования/ конденсации, кДж/кг |
| --------------- | ----------------------- | ----------------------------------------------------- |
| Азот            | −195,8                  | 199                                                   |
| Ртуть           | 357                     | 282                                                   |
| Диэтиловый эфир | 34,6                    | 380                                                   |
| Водород         | −252,6                  | 448                                                   |
| Этиловый спирт  | 78,4                    | 837                                                   |
| Свинец          | 1 740                   | 855                                                   |
| Аммиак          | −33,4                   | 1 370                                                 |
| Вода            | 100                     | 2 260                                                 |
| Медь            | 2 600                   | 4 820                                                 |
| Железо          | 3 200                   | 6 120                                                 |
| Алюминий        | 2 450                   | 10 900                                                |
| Литий           | 1 340                   | 21 000                                                |
| Графит          | 4 200                   | 29 700                                                |
| Бериллий        | 2 469                   | 32 500                                                |
| Бор             | 3 865                   | 45 300                                                |